# فوريستديل
فوريستديل (بالإنجليزية: Forestdale)‏ هي مدينة أمريكية تقع في ولاية ألاباما.تبلغ مساحة هذه المدينة 17.9 (كم²)،ويبلغ عدد سكانها 10162 نسمة حسب إحصاء سنة 2010 م.تشير الإحصاءات بأن الكثافة السكانية في هذه المدينة تقدر بـ(auto) نسمة/كم2.